# Avruga

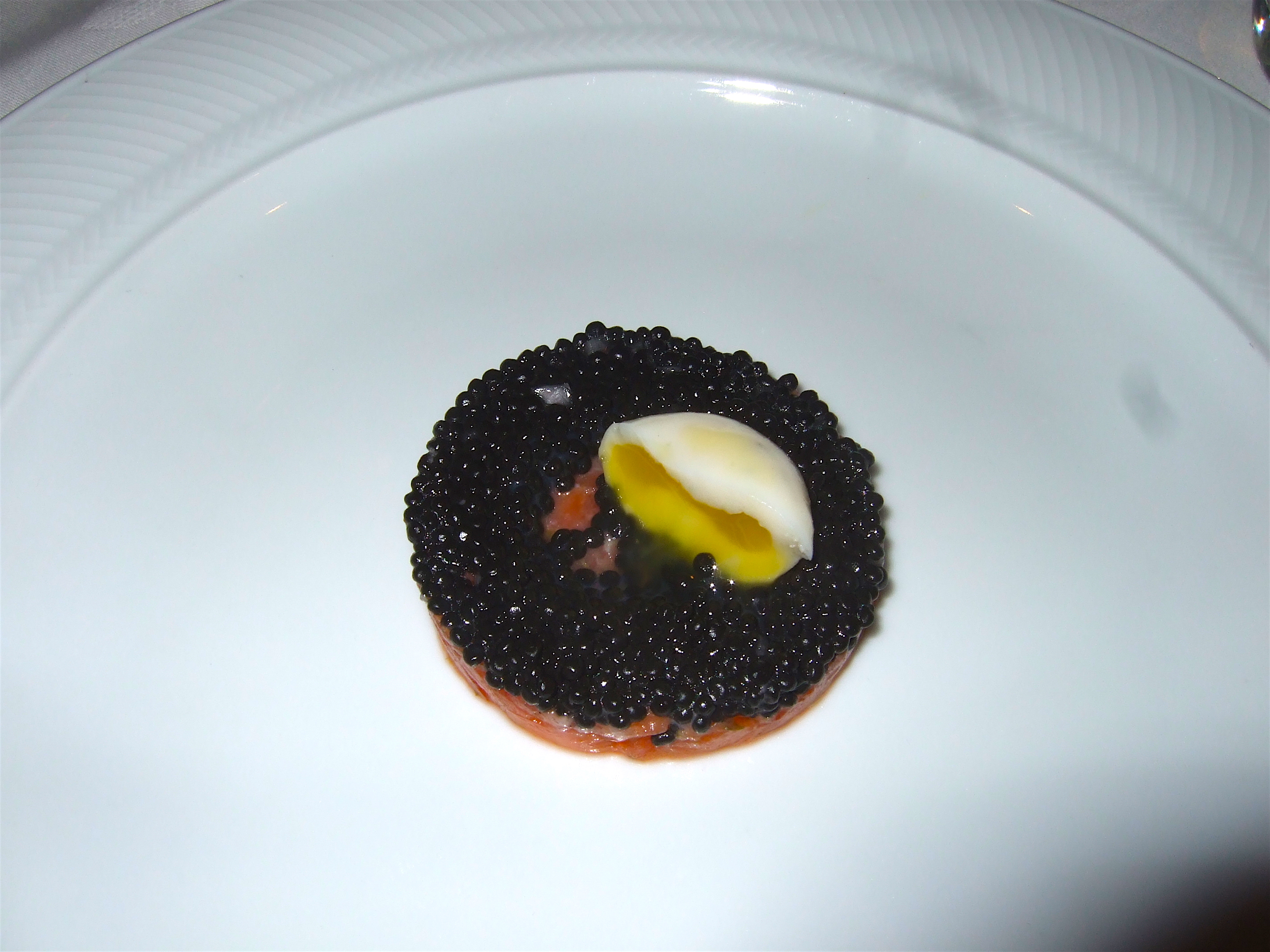

Avruga ou Caviar Avruga é um produto feito à base de arenque e utilizado como substituto ao caviar. Além do arenque leva outros ingredientes como água, sal, amido de milho, suco de limão, ácido cítrico, goma xantana, benzoato de sódio, tinta de lula.
Ao contrário do caviar, não é feito de ovas de peixe.
O Avruga é produzido pela empresa espanhola Pescaviar.